# Miyoshi, Aichi
Miyoshi (japanska: みよし市 ?, Miyoshi-shi) är en stad i Aichi prefektur i Japan. Kommunens namn skrevs tidigare med kanji, (japanska: 三好町?, Miyoshi-chō), men i samband med att staden fick stadsrättigheter 2010 så byttes skrivsättet till hiragana.